# Porto Maravilha
Porto Maravilha est un projet de rénovation urbaine du centre historique et portuaire de la ville de Rio de Janeiro. Il est réalisé en parallèle de l'accueil par Rio de Janeiro de la Coupe du monde de football de 2014 et des Jeux olympiques d'été de 2016.

## Éléments juridiques et financiers
Le projet est lancé par la loi municipale 101 de 2009. Il est réalisé au travers d'une Operação Urbana Consorciada, un outil juridique et d'urbanisme brésilien. Son maître d'œuvre est le consortium privé Porto Novo, alors que le maitre d'ouvrage est la Companhia de Desenvolvimento Urbano da Região do Porto do Rio de Janeiro. Le projet a un budget initial de l'équivalent de 2,4 milliards d'euros. Le périmètre du projet est de 5 millions de m². Il est décrit comme un partenariat public-privé,. 
Le projet, comme les autres aménagements liés aux Jeux Olympiques de Rio, est cependant touché par des affaires de corruptions et d'irrégularités dans des marchés publics,.

## Équipement et constructions
Dans ce cadre de ce projet, le Musée d'Art de Rio ouvre le 1er mars 2013 et le Musée de Demain (Museu do Amanhã) est inauguré le 17 décembre 2015. Puis le tramway de Rio de Janeiro a été ouvert de manière partielle à partir de juin 2016. 
Le projet prévoit également à la destruction du Perimetral (pt), un vaste auto-pont situé sur les quais du port, qui est remplacé par le tunnel Rio450 (pt) et sur une grande partie de son parcours par l'Orla Conde (pt), une voie piétonne. La destruction de l'auto-pont a eu lieu entre 2013 et 2014.
Le projet vise à la construction de bureaux et d'hôtels, au travers de gratte-ciels mais également de nombreux logements avec l'arrivée souhaitée à terme de plus 70 000 habitants alors que le quartier n'en dénombre que 30 000 avant le projet,. Ainsi plusieurs tours appelées Trump Towers Rio sont prévues, ainsi que l'implantation de bureau de grande marques internationales.
Enfin, le projet induit d'importants travaux d'infrastructures notamment un redimensionnement important du système d'égouts du quartier, ainsi que du système d'évacuation des eaux de pluie, en plus des infrastructures de télécommunications, de transports et d'éclairage,,.